# Novoajdarský rajón
Novoajdarský rajón (ukrajinsky Новоайдарський район) byl rajón v Luhanské oblasti na Ukrajině. Hlavním městem byl Novoajdar a rajón měl přibližně 25 tisíc obyvatel. 

## Sídla v rajónu
- Novoajdar
- Ščasťa
- Trochizbenka